# Dullaertpolder
De Dullaertpolder is een polder die behoort tot het complex: Polders tussen Lamswaarde en Hulst, gelegen tussen Ter Hole en Hulst.
Oorspronkelijk lag hier de in het begin van de 13e eeuw gewonnen Oude Polder, in het noorden begrensd door de Platte Dijk, en ten noorden daarvan weer bevond zich een krekengebied, waarvan de Dullaertkreek de belangrijkste was. De kreken stonden in verbinding met de scheepvaartweg naar de haven van Hulst, de Saxvliet, en waren onderhevig aan de werking van eb en vloed. Om de toegang tot de haven te verbeteren werd in 1358 een dam aangelegd die zich bevond tussen de huidige buurtschappen Rust wat en Hooghuis. Hiermee was de kreek van het buitengebied afgesloten. Oostelijk van het gebied lag reeds de 13e-eeuwse Zeildijk, die de begrenzing van de Langendampolder vormde.
Aldus ontstond een polder die, nadat de Platte Dijk werd geslecht, samen met de Oude Polder een polder werd gevoegd en 644 ha beslaat. Hiermee was de stad Hulst met het oudland van Lamswaarde verbonden.
Het restant van de Dullaertkreek bestaat nog steeds onder de naam Polsvliet, kortweg De Vliet geheten.
Burghpolder · Clinge- en Kieldrechtpolders · Clingepolder · Dullaertpolder · Eekenissepolder · Graauwsche Polders · Havenpolder · Hertogin Hedwigepolder · Hoof- en Molenpolder · Hooglandpolder · Kieldrechtpolders · Kievitpolder · Kleine Molenpolder · Koningin Emmapolder · Langendampolder · Louisapolder · Mariapolder (Hulst) · Melopolder · Mispadpolder · Molenpolder (Hulst) · Nijspolder · Noordhofpolder · Oude Graauwpolder · Oudelandpolder · Polders tussen Lamswaarde en Hulst · Polders van Hontenisse en Ossenisse · Saaftingepolders · Saeftingepolder · Ser-Pauluspolder · Stoofpolder · Van Alsteinpolder · Vitshoek · Willem-Hendrikspolder · Zandpolder · Zoutepolder